# Stadion FK Grafičar
Stadion FK Grafičar – stadion piłkarski w Belgradzie, stolicy Serbii. Został otwarty 23 lipca 1975 roku. Może pomieścić 1000 widzów. Swoje spotkania rozgrywają na nim piłkarze klubu FK Grafičar Belgrad.
W 2020 roku rozpoczęła się gruntowna modernizacja stadionu.